# L.T.G. Langenlonsheimer Transport
Die L.T.G. Langenlonsheimer Transport GmbH (kurz: L.T.G.) ist ein Unternehmen des Straßengüterverkehrs mit Sitz im rheinland-pfälzischen Langenlonsheim.

## Geschäftsbetrieb
Die L.T.G. ist ein mittelständisches, inhabergeführtes Transportunternehmen mit den Geschäftsschwerpunkten Baustofflogistik und Posttransporte. Im Bereich Baustofflogistik werden Baustoffe bzw. Bauelemente insbesondere im Auftrag von Baustoffhändlern, welche ihren Fuhrpark an L.T.G. ausgelagert haben, von den jeweiligen Distributionslagern zu den Baustellen transportiert. Der Bereich Postlogistik transportiert insbesondere im Auftrage der Deutschen Post Briefe und Pakete zwischen den Brief- und Paketzentren. Darüber hinaus werden auch Transportdienstleistungen für andere Branchen angeboten. Zudem vermietet L.T.G. Nutzfahrzeuge.
Das Unternehmen unterhält eine Flotte von rund 1850 Fahrzeugen. Per 31. Dezember 2019 wurden 783 Mitarbeiter beschäftigt.

## Geschichte
1982 gründete Manfred Graffe, der heutige Geschäftsführer der L.T.G., das Einzelunternehmens Spedition Manfred Graffe, aus welchem 1987 die Graffe GmbH hervorging. Zunächst wurde primär Stückgut transportiert. Ab 1994, dem Jahr der Gründung der heutigen L.T.G. Landenlonsheimer Transport GmbH, wurde der Stückgutverkehr aufgegeben und das Unternehmen spezialisierte sich auf lukrative Marktnischen wie die Filialbelieferung von Lebensmittelhändlern sowie die Postlogistik. Nach und nach erweiterte sich das Portfolio um Baustofflogistik, insbesondere durch die Übernahme der Fuhrparks diverser großer Baustoffhändler.

## Niederlassungen
Neben dem Hauptsitz in Langenlonsheim bestehen Niederlassungen in Erfurt, Hennickendorf, Hildesheim, Kerpen, Neuwied, Offenbach am Main, Ritterhude und Schifferstadt.

## Unternehmensgruppe
Zur Unternehmensgruppe Graffe gehören neben der L.T.G. auch die TCG Truckcenter Graffe Gesellschaft mit beschränkter Haftung sowie die Spedition Graffe Ausbildungszentrum Nahetal GmbH, welche über die Gesellschafter bzw. Geschäftsführer mit der L.T.G. verflochten sind. Das Truckcenter Graffe betreibt am Standort Langenlonsheim eine LKW-Werkstatt und bietet Nutzfahrzeugvermietungen an. Das Ausbildungszentrum beinhaltet eine Fahrschule sowie das Angebot von Qualifikationen und Fortbildungen für Berufskraftfahrer.